# Thomas Grether
Thomas Grether (* 14. November 1965 in Ost-Berlin) ist ein ehemaliger deutscher Fußballspieler.

## Sportliche Laufbahn

### Vereinskarriere
Thomas Grether stammt aus dem Nachwuchsbereich des Berliner FC Dynamo, bei dem er 1973 mit dem Fußballspielen begann. Im Herbst 1983 schaffte der Mittelfeldspieler unter Trainer Jürgen Bogs den Sprung in die Oberligamannschaft des späteren DDR-Rekordmeisters. Sein Debüt in der höchsten Spielklasse des DDR-Fußballs feierte er am 10. Spieltag der Spielzeit 1983/84 beim 4:0-Heimsieg des Meisters gegen den Ost-Berliner Lokalrivalen 1. FC Union. In der Folgezeit kam Grether in der Oberligaelf selten über die Rolle eines Ergänzungsspielers – die meisten Saisoneinsätze (15) hatte Grether in seinem Premierenjahr – hinaus und wurde parallel oft in der zweitklassigen Liga beim BFC Dynamo II aufgeboten.
Bis Ende 1988 bestritt er für die 1. Mannschaft des BFC insgesamt 52 Punktspieleinsätze (5 Tore). Neben fünf gewonnenen DDR-Meisterschaften und dem Gewinn des FDGB-Pokals 1987/88 kam Grether auch im Europapokal der Landesmeister gegen Austria Wien, den AS Rom sowie den FC Aberdeen zu insgesamt sechs Einsätzen.
In der Winterpause der Saison 1988/89 wechselte der 1,73 Meter große Grether zum Lokalrivalen 1. FC Union Berlin und musste mit den Eisernen den bitteren Gang in die Zweitklassigkeit antreten. Nach dem Scheitern der Köpenicker in der Qualifikationsrunde zur 2. Bundesliga im Frühjahr 1991 heuerte er bei den Zweitligisten BSV Stahl Brandenburg und VfL Osnabrück an. Ab 1993 ließ Grether seine Laufbahn wieder in Berlin ausklingen. Bis 2001 war er noch bei den Reinickendorfer Füchsen, dem Köpenicker SC sowie Lichtenberg 47 aktiv.

### Auswahleinsätze
Mit der DDR-Juniorenauswahl qualifizierte er sich 1984 für die IV. U-18-EM in der Sowjetunion. Dort wurde der damals noch im Angriff agierende BFC-Fußballer beim Vorrundenaus im letzten der drei Gruppenspiele gegen die UdSSR (0:1) eingesetzt.
Für die U-21-Europameisterschaft 1986 zählte er zum Kader der DDR-Nachwuchsauswahl. Die von Horst Brunzlow trainierte Mannschaft verlor nur eine ihrer sechs Partien in Gruppe 4, aber vier Remis kosteten den Einzug in die Finalrunde.